# Кладбище Невинных

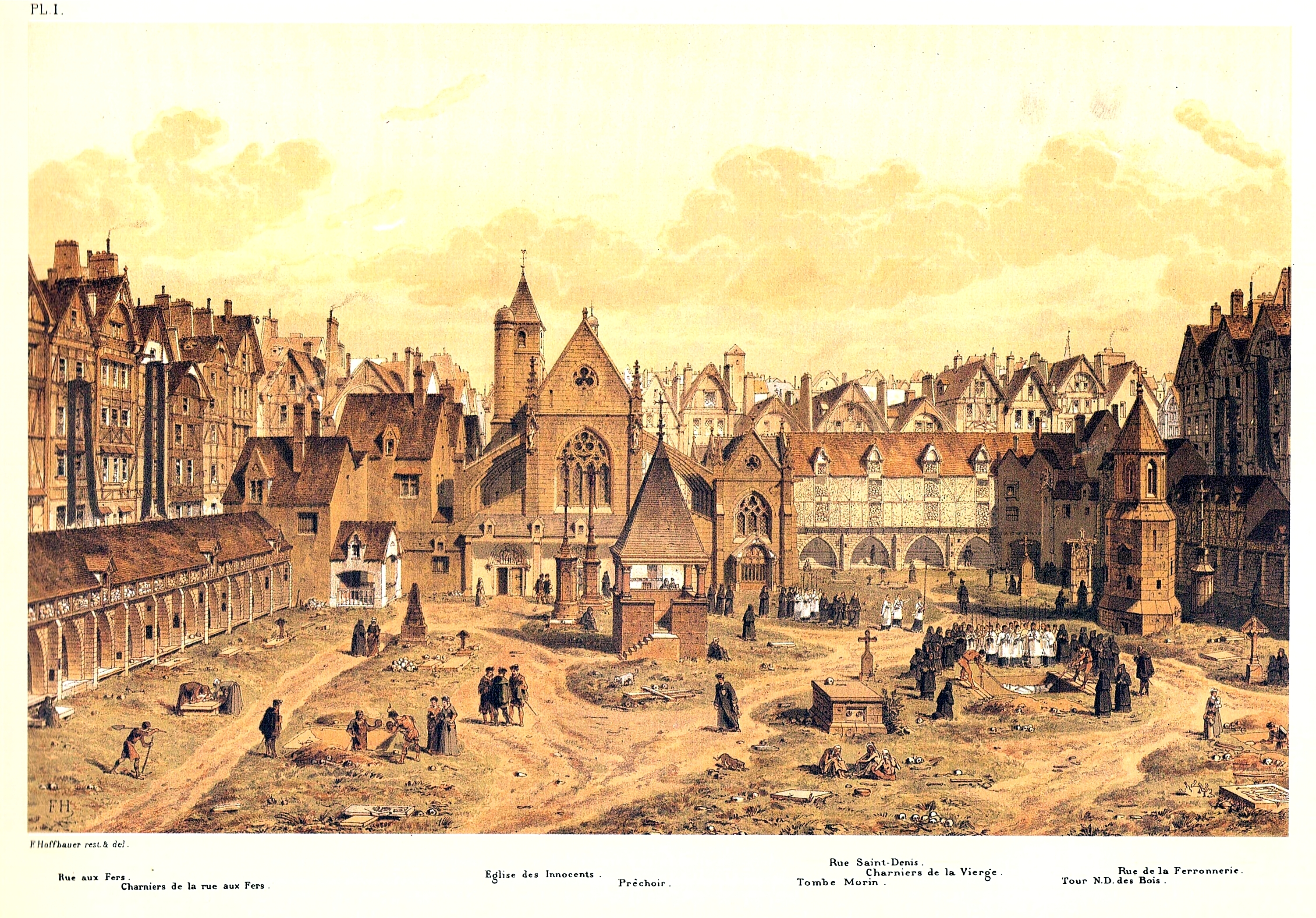
Вид на Кладбище Невинных, прибл. 1550 год. Гравюра работы Хоффбауэра.

Кла́дбище Неви́нных (фр. Cimetière des Innocents) — одно из самых старых и самых знаменитых кладбищ Парижа, некогда расположенное почти в самом центре города в квартале Аль 1-го округа Парижа на правом берегу Сены, района, больше известного как «чрево Парижа». Название возникло от расположенной рядом церкви Св. Невинных младенцев Вифлеемских (L'église des Saints-Innocents), освящённой в память убитых по приказу царя Ирода Невинных младенцев в Вифлееме, к которой Король Людовик VII (1137—1180) питал особую преданность. Название сначала перенесли на кладбище, а затем на расположенный рядом городской источник воды: Фонтан невинных. Король Людовик IX Святой подарил монастырю при церкви оссуарий (реликварий) с частями костей младенцев, умерщвлённых царём Иродом. На стене кладбища находилась фреска (1423—1424) с изображением «Пляски смерти». Место это считали зловещим.
Поначалу на кладбище хоронили бедняков, душевнобольных и ещё не крещённых младенцев (отсюда вторая версия названия). Значительно позднее здесь стали хоронить казнённых, простолюдинов, жертв эпидемий и состоятельных граждан французской столицы. По оценкам некоторых исследователей, за всю историю своего существования кладбище стало последним пристанищем для более чем двух миллионов человек.

## История кладбища
Во времена господства Римской империи хоронить людей в пределах города запрещалось. В эпоху Средневековья пришла традиция хоронить умерших возле церквей. Церкви получали за отпевание и погребение на церковной земле немалые барыши, поэтому традиция хоронить в населённых пунктах не только не запрещалась, но и поощрялась. Очень быстро муниципальная земля обросла церквями и кладбищами.
На месте кладбища в XI веке была болотистая земля в пойме реки Сены, на которой жили простолюдины и бедняки. В 1970-х на территории квартала Ле-Аль, недалеко от кладбища, археологами было обнаружено захоронение, датируемое IX веком нашей эры. Согласно этому сообщению, некрополь давно отметил свой тысячелетний юбилей. К 1137 году, когда король Людовик VI распорядился о переносе в это место рынка Шампо (Champeaux), на месте современного кладбища Невинных было кладбище для усопших прихожан церковного прихода Сен-Жермен-л’Осеруа. Очень скоро горожане сделали из некрополя место для свиданий влюблённых или просто место, где можно отдохнуть от городской суеты. Новому монарху Филиппу-Августу это показалось кощунством, и в 1186 году он велел обнести некрополь 3-метровой толстой стеной с массивными воротами, запиравшимися на замок. Стена просуществовала вплоть до 1780 года, даты своего разрушения.

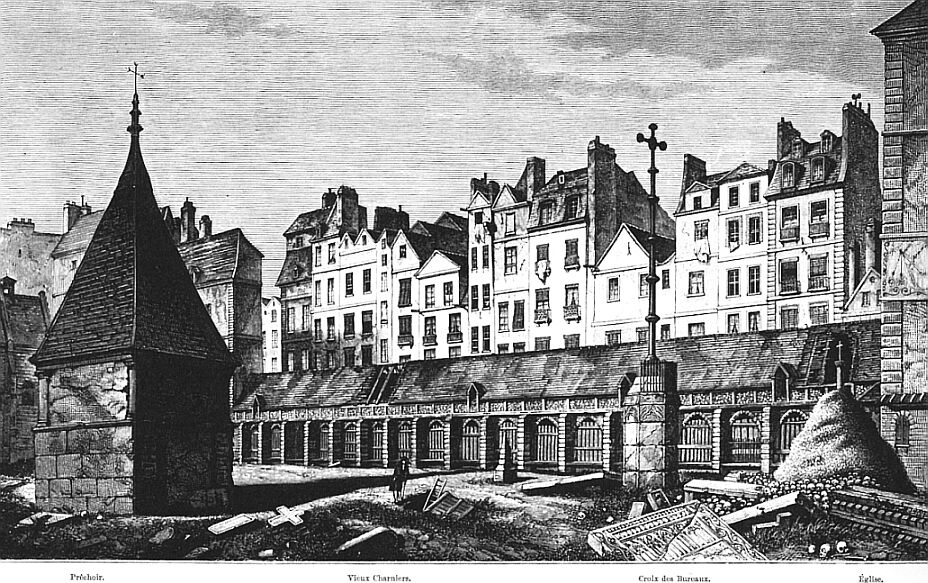
Стена кладбища, незадолго до её обрушения

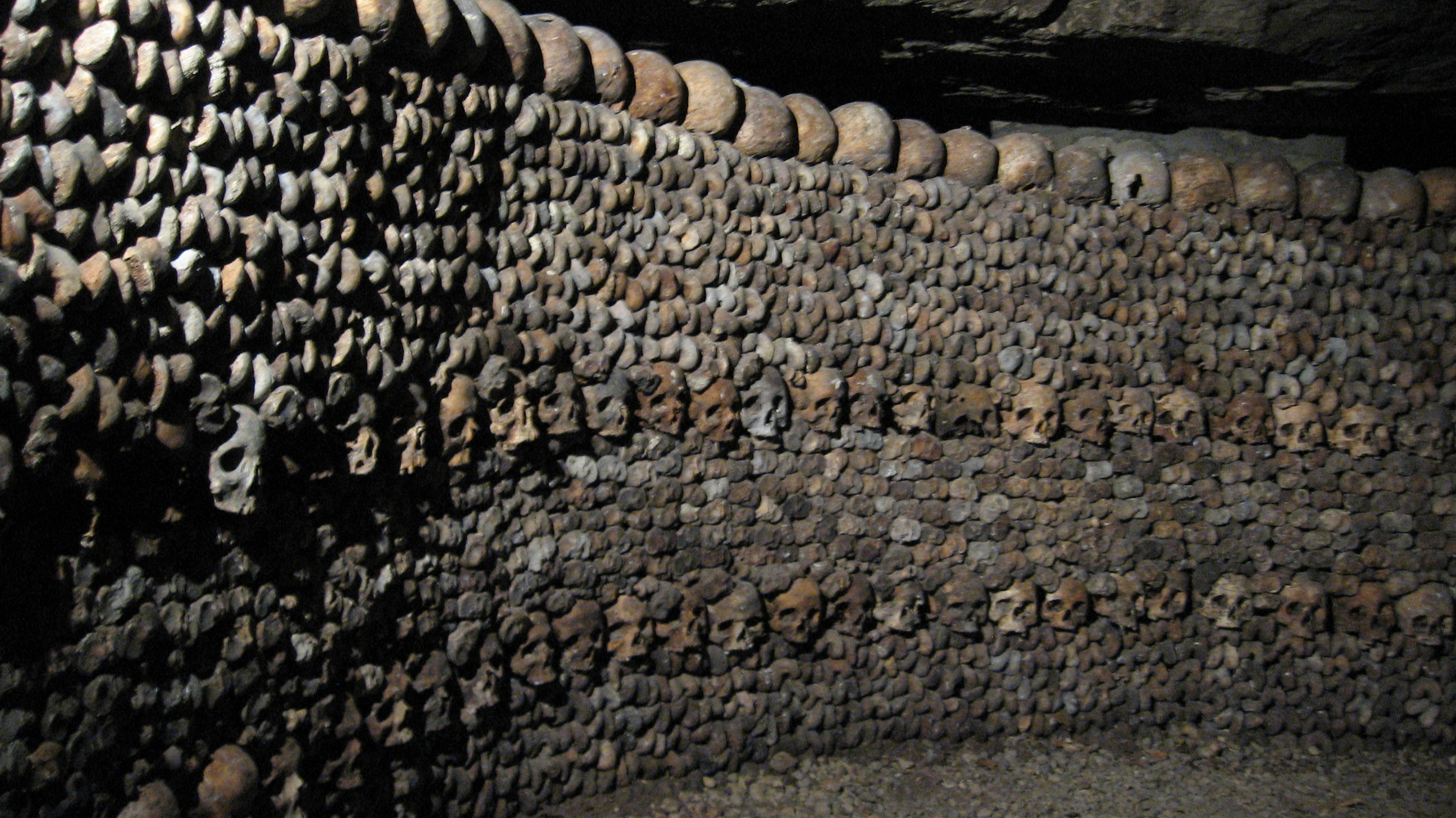
Кости и черепа в парижских катакомбах, частично с Кладбища Невинных.

На протяжении веков кладбище становилось последним приютом для горожан различных сословий. Для людей, живших по соседству с кладбищем Невинных, жизнь стала крайне тяжёлой, так как на 7 000 квадратных метров площади некрополя хоронили людей уже из 19 церквей, умерших в больнице Отель-Дьё, а также неопознанные трупы с большой дороги и 50 000 трупов жертв чумы 1418 года. В 1572 году кладбище было переполнено тысячами жертв Варфоломеевской ночи. Общественность требовала закрыть это кладбище. Поскольку кладбище стало местом погребения около двух миллионов тел, слой захоронения иногда уходил в глубину на 10 метров, а уровень земли поднялся более чем на два метра. В одной могиле на разных уровнях могло находиться до 1500 останков разного периода. Когда могила наполнялась, рядом выкапывали новую. Считалось, что на кладбище Невинных особая земля, которая полностью уничтожает тело за девять дней. Поэтому епископы, которых хоронили в церквах, просили, чтобы им в гроб положили немного земли с этого кладбища.
Со временем кладбище стало рассадником инфекции, оно испускало запах, из-за которого, как говорили, скисало молоко и вино. Переполненные братские могилы часто опустошали и переносили в специально построенные по периметру стены галереи.
В 1780 году одна общая могила дала трещину и «изрыгнула» трупы в подвалы домов на примыкавшей к городской стене улице Белья. Чаша терпения людей переполнилась. Кладбище закрыли, а хоронить умерших в черте города запретили. Содержимое массовых захоронений в течение 15 месяцев перевозили в заброшенные карьеры Томб-Исуар, где останки дезинфицировали и складывали в штабеля.
По мнению некоторых исследователей, вывезли не всех обитателей некрополя — только тех, кого похоронили сравнительно незадолго до этого события и тех, чьи останки нашли на глубине 2-х метров.
В 1786 году на месте кладбища разместили рынок, а фонтан Невинных, построенный в 1550-х годах и стоявший на этом месте, перенесли на его нынешнее место расположения (на углу улиц Сен-Дени и Берже).

## Кладбище сегодня

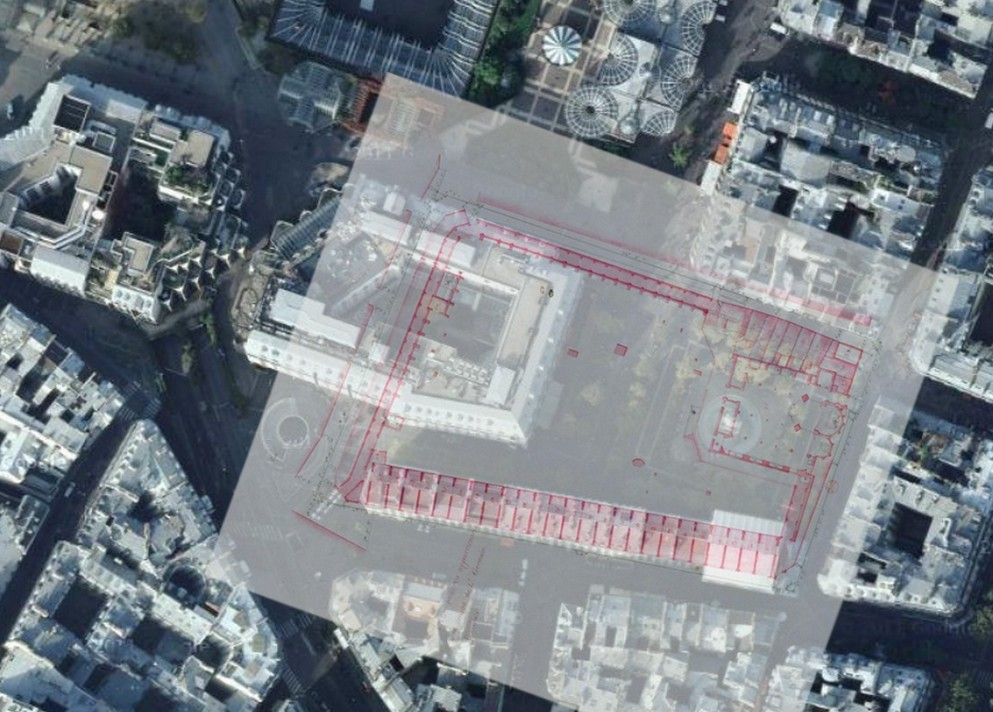
Наложение месторасположения Кладбища Невинных на современную карту Парижа.

Сегодня от бывшего кладбища ничего не осталось. Мэрия Парижа побеспокоилась о том, чтобы современным парижанам и гостям французской столицы о кладбище ничего не напоминало. После перезахоронения останков с кладбища снесли церковь и оставшиеся галереи, а на освободившееся место поместили рынок зелени и овощей. В 1787 году же в центр площади перенесли фонтан работы Жана Гужона, построенный на одном из углов кладбища в 1549 году.